# Reformationsbrötchen

Reformationsbrötchen mit Zuckerglasur

Ein Reformationsbrötchen ist ein süßes (Hefeteig-)Gebäck, meist von der Größe einer Apfeltasche (Durchmesser ca. 13 cm). Es soll eine Lutherrose symbolisieren.

Lutherrose

Reformationsbrötchen mit Puderzucker

Die Lutherrose (das Siegelzeichen Martin Luthers) hat fünf Blätter. Reformationsbrötchen, die nur vier statt der fünf Blätter abbilden, entstammen entweder der Unkenntnis des Herstellers oder sind für den Fertigungsprozess vereinfacht. In der Mitte zeigt die Lutherrose ein rotes Herz mit einem Kreuz. Dieses wird beim Reformationsbrötchen durch einen Klecks Marmelade in der Mitte und zwei kreuzweise darüber gelegte Teigstreifen symbolisiert. Martin Luther hatte zu seiner Zeit seine Schriften mit der Lutherrose in der Art eines Stempels versehen, um sie als von ihm stammendes Original zu kennzeichnen. Daher stammt vermutlich auch die schwarze Farbe des Kreuzes, da Stempelfarbe/Tinte dunkel ist.
Eine weniger verbreitete Theorie vermutet eine andere Abstammung des Reformationsbrötchens: Es soll eine Bischofsmütze, eine Mitra, aus der Reformationszeit darstellen.
Eine dritte Theorie besagt, dass jede der vier Ecken je einem Mitstreiter Luthers gewidmet sei.
Das Reformationsbrötchen ist im weiten Umkreis um Leipzig bekannt, das heißt: unter anderem in Sachsen, Sachsen-Anhalt und Thüringen. In der Gegend um Dresden und im Vogtland ist als Äquivalent zum Reformationsbrötchen das Reformationsbrot bekannt. Dieses ist rund und deutlich größer. Häufig wird es in verschiedenen Größen von 250 bis 1000 Gramm  angeboten. Früher wurde dieses Gebäck auch als Pfaffenkäppchen oder Tetzelmütze bezeichnet. Der Teig entspricht in etwa einem leichten Stollenteig mit weniger Butter und Rosinen als in einem traditionellen Christstollen. Meist werden die Reformationsbrote mit heißer Aprikosenkonfitüre bestrichen und anschließend mit Fondantglasur überzogen sowie mit Mandelblättchen bestreut.
Es ist Brauch, dass speziell im Oktober jedes Jahres Reformationsbrötchen von fast allen Bäckereien im Verbreitungsgebiet angeboten werden, denn der 31. Oktober ist der Reformationstag.
Die Geschichte des Reformationsbrötchens ist weitgehend ungeklärt. Es gibt jedoch in der Forschung die Theorie, dass es sich aus dem Brauchtumsgebäck des katholischen Martinstages entwickelt hat. „Das am Martinstag übliche Martinshörnchen findet sich sowohl in der Gegend von Erfurt wie in Schlesien. Es muss schon vor der Reformation den Weg nach Osten gemacht haben, denn im Staat Sachsen ist das Martinshörnchen zum Reformationsbrötchen umgewandelt.“ Eine ältere Theorie hält es für eine evangelische Abwandlung ähnlicher Gebäcke zu Allerseelen. „Das sächsische Reformationsbrot, ein Kreuzbrot des 5. November, ist sichtbar ein Seelenbrot, das aus der Zeit vor der Reformation zurückgeblieben ist und heute nur einen anderen Namen trägt.“